# Jules Cuttoli
Jules Cuttoli, né le 23 septembre 1871 à Alger où il est mort le 29 septembre 1942 à Alger, est un homme politique français.

## Biographie
Il poursuit ses études au grand lycée d'Alger. Frère de Paul Cuttoli, il se lance à ses côtés en politique. Avoué à Batna, il en est élu conseiller général en 1904. Il préside le conseil général à partir de 1921. Délégué financier de la circonscription de Batna, il préside ce « petit parlement algérien » de 1926 à 1928.
Il est député de Constantine de 1928 à 1936 et siège comme radical-socialiste. Il ne se représente pas en 1936 pour raisons de santé.

## Sources
- « Jules Cuttoli », dans le Dictionnaire des parlementaires français (1889-1940), sous la direction de Jean Jolly, PUF, 1960 [détail de l’édition]